# My Brain Is Hanging Upside Down (Bonzo Goes to Bitburg)
My Brain Is Hanging Upside Down (Bonzo Goes to Bitburg) è un singolo della band punk Ramones, pubblicato nell'album del 1986 Animal Boy. Il brano è stato incluso nella colonna sonora del film School of Rock.

## Storia della canzone
La canzone è stata scritta da Dee Dee Ramone, Jean Beauvoir e da Joey Ramone come reazione alla visita ad un cimitero di soldati tedeschi a Bitburg, nell'ovest della Germania, da parte di Ronald Reagan nel maggio del 1985. Bonzo fa riferimento allo scimpanzé presente in un film in cui recitò anche Reagan, Bonzo la scimmia sapiente (Bedtime for Bonzo).
La visita di Reagan al cimitero di Bitburg è stata criticata sia in Europa sia negli USA perché 49 membri delle SS erano seppelliti lì.
Alcuni di questi avevano commesso delle atrocità contro la popolazione ed anche contro dei soldati americani. Reagan visitò la maggioranza delle tombe dei soldati sepolti nel cimitero asserendo di vederli come "semplici soldati tedeschi.... Ci furono migliaia di questi soldati per cui il nazionalsocialismo non significò nient'altro che una fine atroce di una vita troppo corta".
Joey, che era ebreo, rimase sconcertato da questa visita di Reagan. Secondo lui, omaggiando questi soldati, il presidente mostrava disprezzo verso i milioni di morti ebrei dell'Olocausto.
Bonzo Goes to Bitburg doveva originariamente essere il titolo della canzone nella release americana, ma il chitarrista
Johnny Ramone, noto repubblicano, insistette nel fare in modo che My Brain Is Hanging Upside Down fosse il titolo e che il termine "Bonzo" che ricollegava a Ronald Reagan fosse scritto fra parentesi.

## Formazione
- Joey Ramone - voce
- Johnny Ramone - chitarra
- Dee Dee Ramone - basso
- Richie Ramone - batteria

## Cover
Questa canzone è stata reinterpretata dai Trashlight Vision nel loro album del 2006 Alibis and Ammunition, dalla band punk canadese dei Wednesday Night Heroes nell'album Move to Press e da Wayne Kramer nell'album tributo ai Ramones The Song Ramones the Same.